# Signiphora dipterophaga
Signiphora dipterophaga är en stekelart som beskrevs av Girault 1916. Signiphora dipterophaga ingår i släktet Signiphora och familjen långklubbsteklar. Inga underarter finns listade i Catalogue of Life.